# 郭战解
郭战解是河南省洛阳市洛宁县城西木工厂负责人，同時也是洛宁县政协委员。曾被誣告導致長時間進行訴訟，現投入慈善活動，被稱作愛心企業家。
2008年9月8日郭战解被洛宁县城关供销社起诉，遭洛宁县法院办案法官枉法判决和枉法执行而沦为一名访民。相关报道称，郭战解的城西木工厂因房屋租赁問題，被城关供销社起诉，城关供销社出示偽证使郭战解一、二审均败诉。随后，郭战解於法院下跪喊冤，洛宁县法院因郭战解的下跪喊冤行为，命令执行法官郭朝武等人将郭战解戴上手铐游街示众，并在未罢免其政协委员身份的情况下非法对郭战解实施拘留，而后郭朝武等人又指使洛宁县中医院医生对郭战解注射杜冷丁，企圖殺害郭战解。郭战解未死，並到河南省高院喊冤並向媒体求助，希望自己的遭遇被有关领导重视，2012年底，经历了多年诉讼，河南省高院撤销原判决，案件被发回重审，但至今无下文。
分析人士指出，郭战解案是典型的司法腐败案例。2013年8月，郭战解案被收录到青年揭黑作家、独立撰稿人、中国反腐维权网创办人葛树春公开出版发行的从业专著《谁与浮生记》一书中。